# Krasnooufimsk
Krasnooufimsk (en russe : Красноуфимск) est une ville de l'oblast de Sverdlovsk, en Russie, et le centre administratif du raïon Krasnooufimski. Sa population s'élevait à 39 353 habitants en 2013.

## Géographie
Krasnooufimsk est arrosée par la rivière Oufa, un affluent de la Kama, et se trouve à 175 km à l'ouest de Iekaterinbourg et à 1 248 km à l'est de Moscou.

## Histoire
Krasnooufimsk a d'abord été la forteresse Krasnooufimskaïa, construite en 1736 pour défendre l'Oural contre les raids des tribus voisines. Au début du XVIIIe siècle, la majorité des habitants étaient des Cosaques. Elle obtint le statut de chef-lieu d'ouiezd du gouvernement d'Orenbourg en 1781.
Krasnooufimsk a longtemps souffert de son isolement, de son éloignement des grandes villes Perm et Iekaterinbourg, et de l'absence de liaison ferroviaire. La ville n'était desservie que par des routes non revêtues et la rivière Oufa. Au XIXe siècle, son économie reposait d'abord sur l'agriculture, que les autorités locales s'efforcèrent de stimuler ainsi que l'industrie et l'instruction. En 1915, une gare fut construite à Krasnooufimsk et à partir de l'année suivante la ville fut desservie par le chemin de fer.
Dans les années 1930, Krasnooufimsk devint un centre agricole important, avec la création d'une station de machines et de tracteurs et d'usines de transformation des produits de l'agriculture.
Pendant la Seconde Guerre mondiale, la ville accueillit des usines évacuées des régions occidentales de l'Union soviétique, comme Rostov-sur-le-Don et Riazan, et des établissements d'enseignement supérieur : Institut polytechnique et Institut de construction mécanique de Kharkiv.

## Population
Recensements (*) ou estimations de la population :
| 1856  | 1897* | 1926*  | 1931   | 1939*  |
| ----- | ----- | ------ | ------ | ------ |
| 2 400 | 6 251 | 11 657 | 14 900 | 22 944 |

| 1959*  | 1970*  | 1979*  | 1989*  | 2002*  |
| ------ | ------ | ------ | ------ | ------ |
| 37 312 | 38 370 | 41 246 | 45 618 | 43 595 |

| 2006   | 2010*  | 2012   | 2013   | 2014 |
| ------ | ------ | ------ | ------ | ---- |
| 41 559 | 39 765 | 39 551 | 39 353 | -    |